# Roncus sandalioticus
Espèce
Roncus sandalioticus est une espèce de pseudoscorpions de la famille des Neobisiidae.

## Distribution
Cette espèce est endémique de Sardaigne en Italie. Elle se rencontre à Thiesi dans la grotte Grotta di Monte Majore.

## Publication originale
- Gardini, 1982 : Pseudoscorpioni cavernicoli sardi. 2. Neobisiidae e Chernetidae, con considerazioni sui Neobisiinae cavernicoli (Pseudoscorpioni d'Italia. 12). Fragmenta Entomologica, vol. 16, no 2, p. 89-115.